# Bythinella carinulata
Bythinella carinulata е вид коремоного от семейство Amnicolidae.

## Разпространение
Видът е разпространен във Франция.